# Frank Richter
Frank Jörg Richter (Hannover, 22 de septiembre de 1964) es un deportista alemán que compitió en remo.
Participó en dos Juegos Olímpicos de Verano, obteniendo dos medallas, bronce en Barcelona 1992 y plata en Atlanta 1996, en la prueba de ocho con timonel.
Ganó tres medallas de oro en el Campeonato Mundial de Remo entre los años 1990 y 1995.

## Palmarés internacional
| Representando a la RFA   |                          |                   |                  |
| Campeonato Mundial       |                          |                   |                  |
| Año                      | Lugar                    | Medalla           | Prueba           |
| 1990                     | Tasmania (Australia)     | Medalla de oro    | Ocho con timonel |
| Representando a Alemania |                          |                   |                  |
| Juegos Olímpicos         |                          |                   |                  |
| Año                      | Lugar                    | Medalla           | Prueba           |
| 1992                     | Barcelona (España)       | Medalla de bronce | Ocho con timonel |
| 1996                     | Atlanta (Estados Unidos) | Medalla de plata  | Ocho con timonel |
| Campeonato Mundial       |                          |                   |                  |
| Año                      | Lugar                    | Medalla           | Prueba           |
| 1993                     | Račice (República Checa) | Medalla de oro    | Ocho con timonel |
| 1995                     | Tampere (Finlandia)      | Medalla de oro    | Ocho con timonel |